# Indian Village (Chicago)
Pour les articles homonymes, voir Indian Village.
Indian Village est un quartier situé dans le secteur de Kenwood, dans le sud de la ville de Chicago aux États-Unis.
Le quartier est à peu près délimité par le Lake Shore Drive à l'est, le Burnham Park au nord, la 51e rue (à l'est de Hyde Park Boulevard) au sud, le Harold Washington Park au sud-est et l'Illinois Central Railroad à l'ouest. La plupart des bâtiments dans le quartier ont des noms de tribus indiennes d'Amérique, y compris le Registre national des lieux patrimoniaux désignés (Narragansett) ainsi que le Chicago Landmark (Powhatan Apartments). Les autres bâtiments comprennent plusieurs immeubles portant des noms d'origines Algonquins et Ojibwés.